# Siphonolaimus tenuis
Siphonolaimus tenuis is een rondwormensoort uit de familie van de Siphonolaimidae.